# بینه‌بی
بینه‌بی (به ترکی آذربایجانی: Binabəy-همچنین بنابی) یک منطقه مسکونی است که در شهرستان آستارا و در دامنه‌های رشته‌کوه پشته‌سر واقع شده‌است.

## ریشه واژه
بینه‌بی در زبان تالشی به معنی خانه یک فرد بزرگ است.